# Orren, Karleby
Orren, finska: Orri, är en ö i Finland. Den ligger i Bottenviken och i kommunen Karleby i den ekonomiska regionen  Karleby i landskapet Mellersta Österbotten, i den nordvästra delen av landet. Ön ligger omkring 11 kilometer norr om Karleby och omkring 430 kilometer norr om Helsingfors.
Öns area är 2 hektar och dess största längd är 310 meter i sydöst-nordvästlig riktning.